# Scoliocentra collini
Scoliocentra collini är en tvåvingeart som beskrevs av Woznica 2004. Scoliocentra collini ingår i släktet Scoliocentra och familjen myllflugor. Inga underarter finns listade i Catalogue of Life.